# Kanton Le Pont-de-Beauvoisin (Isère)
Der Kanton Le Pont-de-Beauvoisin war bis 2015 ein französischer Wahlkreis im Arrondissement La Tour-du-Pin, im Département Isère und der Region Rhône-Alpes. Hauptort war Le Pont-de-Beauvoisin. Vertreter im conseil général des Départements war von 2001 bis 2015 Serge Revel (DVG).

## Gemeinden
Der Kanton umfasste 14 Gemeinden:
| Gemeinde                  | Einwohner Jahr | Fläche km² | Bevölkerungsdichte | Code INSEE | Postleitzahl |
| ------------------------- | -------------- | ---------- | ------------------ | ---------- | ------------ |
| Les Abrets en Dauphiné    | 6.378 (2013)   | 6,89       | 926 Einw./km²      | 38001      | 38490        |
| Aoste                     | 2.782 (2013)   | 9,82       | 283 Einw./km²      | 38012      | 38490        |
| La Bâtie-Montgascon       | 1.862 (2013)   | 8,43       | 221 Einw./km²      | 38029      | 38110        |
| Chimilin                  | 1.428 (2013)   | 9,66       | 148 Einw./km²      | 38104      | 38490        |
| Corbelin                  | 2.218 (2013)   | 12         | 184 Einw./km²      | 38124      | 38630        |
| Fitilieu                  | 1.844 (2013)   | 10,01      | 184 Einw./km²      | 38165      | 38490        |
| Granieu                   | 472 (2013)     | 3,73       | 127 Einw./km²      | 38183      | 38490        |
| Le Pont-de-Beauvoisin     | 3.527 (2013)   | 7,36       | 479 Einw./km²      | 38315      | 38480        |
| Pressins                  | 1.140 (2013)   | 10,1       | 113 Einw./km²      | 38323      | 38480        |
| Romagnieu                 | 1.538 (2013)   | 17,11      | 90 Einw./km²       | 38343      | 38480        |
| Saint-Albin-de-Vaulserre  | 397 (2013)     | 4,99       | 80 Einw./km²       | 38354      | 38480        |
| Saint-André-le-Gaz        | 2.678 (2013)   | 8,89       | 301 Einw./km²      | 38357      | 38490        |
| Saint-Jean-d’Avelanne     | 932 (2013)     | 7,85       | 119 Einw./km²      | 38398      | 38480        |
| Saint-Martin-de-Vaulserre | 256 (2013)     | 3,92       | 65 Einw./km²       | 38420      | 38480        |